# 장소연 (배우)
장소연(張素妍, 1980년 1월 28일 ~ )은 대한민국의 배우이다.

## 학력
- 서울신구초등학교 (졸업)
- 신사중학교 (졸업)
- 압구정고등학교 (졸업)
- 숙명여자대학교 중어중문학과 (학사)

## 연기 활동

### 드라마
- 2007년 MBC 주말특별기획 《하얀거탑》 ... 유미라 역
- 2010년 MBC 월화드라마 《동이》 ... 금홍 역
- 2011~12년 OCN 금요드라마 《특수사건 전담반 TEN》 ... 임유경 역
- 2012년 JTBC 월화드라마 《아내의 자격》 ... 윤미래 역
- 2013년 JTBC 월화드라마 《밀회》 ... 안세진 역
- 2015년 SBS 월화드라마 《풍문으로 들었소》 ... 민주영 역
- 2015년 SBS 드라마스페셜 《마을 - 아치아라의 비밀》 ... 강주희 역
- 2016년 KBS2 월화드라마 《동네변호사 조들호》 ... 최아림 역
- 2016년 tvN 불금불토스페셜 《안투라지》 ... 조태영 역
- 2017년 KBS2 주말연속극 《아버지가 이상해》 ... 이보미 역
- 2017년 웹드라마 《아이리시 어퍼컷》 ... 서호 역
- 2017년 SBS 드라마스페셜 《당신이 잠든 사이에》 ... 도금숙 역 (특별출연)
- 2018년 JTBC 금토드라마 《밥 잘 사주는 예쁜 누나》 ... 서경선 역
- 2018년 MBC 주말 특별기획 《이별이 떠났다》 ... 정효의 어머니 역 (특별출연)
- 2018년 SBS 드라마스페셜 《흉부외과 - 심장을 훔친 의사들》 ... 강은숙 역
- 2018년 tvN 금요드라마 《빅 포레스트》 ... 조선족 채옥 역 (특별출연)
- 2019년 tvN 수목드라마 《진심이 닿다》 ... 양은지 역
- 2019년 SBS 월화드라마 《초면에 사랑합니다》 ... 이을왕 역
- 2019년 MBC 월화드라마 《웰컴2라이프》 ... 방영숙 역
- 2019년 tvN 금토드라마 《사랑의 불시착》 ... 현명순 역
- 2020년 MBC 수목드라마 《더 게임: 0시를 향하여》 ... 유지원 역
- 2021년 JTBC 드라마페스타 《아이를 찾습니다》... 강미라 역
- 2022년 Disney+ 오리지널 드라마 《그리드》 ... 최선울 역
- 2022년 JTBC 토일드라마 《기상청 사람들: 사내연애 잔혹사 편 》 ... 이향래 역
- 2023년 JTBC 토일드라마 《신성한, 이혼 》 ... 지은 역 (특별출연)
- 2024년 tvN 토일드라마 《졸업》 … 최지은 역
- 2024년 tvN 토일드라마 《감사합니다》 ... 김만수 차장의 아내 역 (특별출연)
- 2025년 SBS 금토드라마 《보물섬》 … 석수경 역
- 2025년 JTBC 토일드라마 《협상의 기술》 … 정본주 역

### 영화
- 2001년 《고양이를 부탁해》 ... 서은정 역
- 2004년 《욕망》 ... 장소연 역
- 2004년 《슈퍼스타 감사용》 ... 호봉 처 역
- 2004년 《나쁜 아들》 ... 천사 역
- 2005년 《레드아이》 ... 주미 역
- 2005년 《박수칠 때 떠나라》 ... 참고인 역
- 2005년 《사랑니》 ... 응급실 간호사 역
- 2006년 《달려라 장미》 ... 꽃순이 역
- 2006년 《국경의 남쪽》 ... 하나원 동료 1 역
- 2006년 《Mr. 로빈 꼬시기》 ... 여직원 역
- 2007년 《못말리는 결혼》 ... 통역사 역
- 2007년 《바르게 살자》 ... 기자 2 역
- 2008년 《내부순환선》
- 2008년 《크로싱》 ... 탈북녀 3 역
- 2008년 《궤도》 ... 향숙 역
- 2008년 《멋진 하루》 ... 은정 역
- 2008년 《리서치》
- 2009년 《김 씨 표류기》 ... 김씨 애인 역
- 2009년 《지구에서 사는 법》 ... 세아 역
- 2009년 《19-Nineteen》 ... 유은혜 역
- 2010년 《황해》 ... 도문 호텔 직원 역
- 2010년 《달빛을 쫓다》
- 2011년 《체포왕》 ... YTN 기자 역
- 2011년 《헤드》 ... 백정 아내 역
- 2011년 《도가니》 ... 수화통역사 역
- 2012년 《화이팅 패밀리》
- 2012년 《가족시네마》 ... 아름 역
- 2013년 《고양이》 ... 지웅 모 역
- 2014년 《나의 독재자》 ... 요양원 간호사 역
- 2015년 《약장수》 ... 미란 역
- 2015년 《베테랑》 ... 배기사부인 역
- 2016년 《곡성》 ... 부인 역
- 2017년 《사월의 끝》 ... 박주무관 역
- 2018년 《식구》 ... 애심 역
- 2018년 《상류사회》 ... 조영선 검사 역
- 2018년 《컨트롤》 ... 유 검사 역
- 2019년 《질투의 역사》 ... 진숙 역
- 2019년 《가장 보통의 연애》 ... 장미영 역
- 2020년 《반도》 ... 정석 누나 역
- 2023년 《비공식작전》 ... 오재석 아내 역 (특별출연)

### 연극
- 2005년 뉴 보잉보잉
- 2014년 《홍도》
- 2017년 라빠르트망 (@LG아트센터)

### 예능
- MBC 《황금어장 라디오스타》 - 2015년 7월 8일
- MBC 《미스터리 음악쇼 복면가왕》 - 2015년 8월 23일, 30일
- KBS2 대한민국 대표 퀴즈쇼 《1대 100》 - 2015년 8월 25일
- KBS2 《해피투게더》 - 2017년 3월 2일
- tvN 《인생술집》 - 2018년 6월 28일
- JTBC 《방구석 1열》 - 2018년 6월 29일
- MBC 《놀면 뭐하니?》 - 2019년 10월 5일
- tvN 《수미네 반찬》 - 2020년 3월 4일
- KBS2 《오래된 만남 추구》- 2025년 7월 28일

## 수상 및 후보
| 연도 | 시상식                         | 부문                                 | 작품                   | 결과 |
| ---- | ------------------------------ | ------------------------------------ | ---------------------- | ---- |
| 2015 | SBS 연기대상                   | 미니시리즈부문 여자 특별연기상       | 마을 - 아치아라의 비밀 | 후보 |
| 2018 | 제6회 아시아태평양 스타 어워즈 | 여자 연기상                          | 밥 잘 사주는 예쁜 누나 | 수상 |
| 2019 | MBC 연기대상                   | 월화/특별기획드라마 부문 여자 우수상 | 웰컴2라이프            | 후보 |